# Owieriata
Owieriata – osiedle typu miejskiego w Rosji, w Kraju Permskim. W 2010 roku liczyło 4634 mieszkańców.